# Hitachi Rail

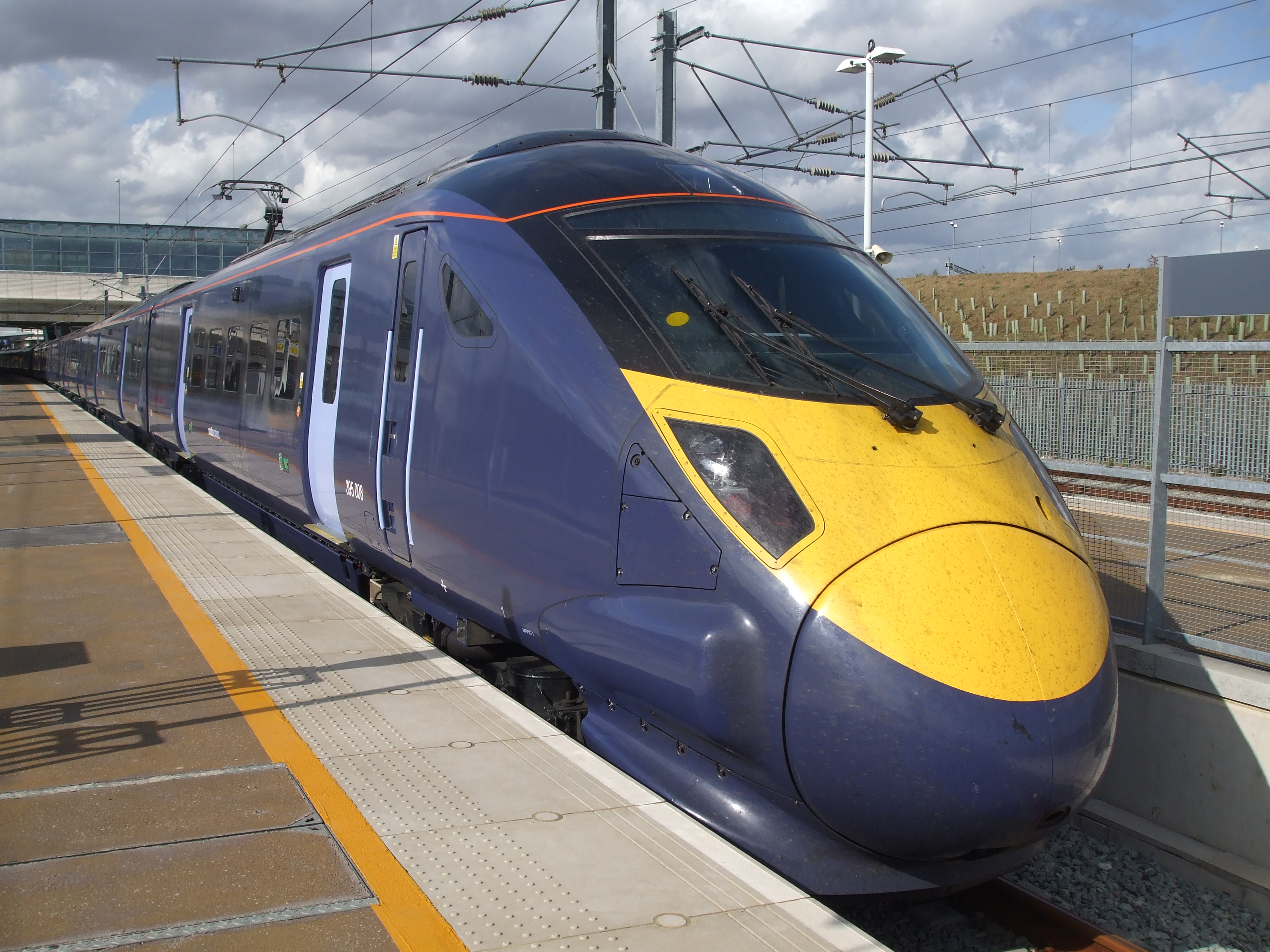
Un tren Clase 395 de British Rail producido por Hitachi.

Hitachi, Ltd. Railway Systems Business Unit, que comercializa como Hitachi Rail, es la división de fabricación de material rodante y señalización ferroviaria de Hitachi.
Hitachi construyó el primer vagón de ferrocarril en 1924 para el mercado interno japonés y pronto se convirtió en uno de los principales proveedores de ferrocarriles de Japón. En 1964, Hitachi era una de las tres únicas empresas que construyeron la primera flota de trenes de alta velocidad del mundo, el shinkansen. Hitachi también obtuvo la licencia del tipo de monorraíl de viga pórtico de la empresa alemana Alweg, que utilizó para el monorraíl de Tokio, el primer servicio de monorraíl comercial del mundo y una de las líneas de monorraíl más transitadas del mundo. Esta línea de productos todavía existe hoy como Hitachi Monorail, que se utiliza en diez sistemas de monorraíl a partir de 2023.
La división ferroviaria de Hitachi entregó 120 vagones de la serie CQ311 a MARTA entre 1984 y 1988.
Hitachi Rail Europe (legalmente Hitachi Rail Limited) se estableció en Londres como sede europea de la empresa en 1999. Se han establecido otras filiales a nivel mundial.
Hitachi comercializa un tren de uso general conocido como "A-train", que utiliza una construcción de carrocería de aluminio soldada por fricción y doble revestimiento.  Los productos de Hitachi han incluido el diseño y la fabricación de muchos modelos de Shinkansen, incluido el Shinkansen Serie N700.
El 24 de febrero de 2015, Hitachi acordó comprar el fabricante italiano de material rodante Ansaldo Breda y adquirir la participación de Finmeccanica en Ansaldo STS, la división de señalización ferroviaria de Finmeccanica. La compra se completó ese mismo año, momento en el que la empresa pasó a llamarse Hitachi Rail Italia. Desde entonces, Hitachi ha obtenido una participación mayoritaria en Ansaldo STS.
En julio de 2020, Hitachi firmó un acuerdo exclusivo con Hyperdrive, una empresa de baterías de iones de litio con sede en el Reino Unido, para traer trenes propulsados por baterías al país.
A finales de 2021, Alstom anunció la transferencia del negocio relacionado con Bombardier Zefiro a Hitachi Rail y debería completarse a principios de 2022.
A finales de 2022, Hitachi Rail ganó el contrato para suministrar conjuntos de trenes para la línea Ontario que se planea en Toronto.